# Подгайцы (Браславский район)
Подгайцы (бел. Падгайцы) — деревня в Браславском районе Витебской области Беларуси. Входит в состав Тетерковского сельсовета.

## География
Деревня находится в западной части Витебской области, к северу от озера Подгайцы, к югу от автодороги Н-2103, на расстоянии приблизительно 14 километров (по прямой) к юго-востоку от города Браслав, административного центра района. Абсолютная высота — 184 метра над уровнем моря. Площадь населённого пункта — 0,0655 км².

## История
По состоянию на 1905 год, в деревне проживало 183 человек (90 мужчин и 93 женщины). В административном отношении входила в состав Иодской волости Дисненского уезда Виленской губернии.
В 1921 году входила в состав гмины Йоды Дисенского повета Виленского воеводства Второй Польской республики. Числилось 170 жителей (87 мужчин и 83 женщины), проживавших в 37 домах. В этническом составе населения того периода поляки составляли 57,6 %, белорусы — 42,4 %. В конфессиональном составе населения преобладали католики (80,6 %), также были представлены старообрядцы (19,4 %).

## Население
По данным переписи 2019 года, в деревне проживало 12 человек.
| Год  | Население, человек |
| ---- | ------------------ |
| 1905 | 183                |
| 1921 | ↘ 170              |
| 2009 | ↘ 21               |
| 2019 | ↘ 12               |